# رام ايمانويل
رام إسرائيل عمانويل (بالإنجليزية: Rahm Emanuel) من مواليد 29 نوفمبر 1959 في مدينة شيكاغو بولاية إلينوي، سياسي أمريكي ينتمي للحزب الديموقراطي. وهو عمدة مدينة شيكاغو رئيس موظفي البيت الأبيض سابقا المعين من باراك أوباما الرئيس الرابع والأربعين للولايات المتحدة.
هو عضو في مجلس النواب الأمريكي، يمثل فيه منذ 2003 إحدى مقاطعات مدينة شيكاغو، في ولاية إلينوي. يأتي في المرتبة الرابعة من حيث الأهمية في صفوف الحزب الديمقراطي داخل مجلس النواب بعد نانسي بيلوسي وستين هوير وجيم كلايبرن.

## نبذه عن حياته
خلال فترة الأربعينيات من القرن العشرين عاشت أسرت رام في مدينة القدس، وكان والده بنيامين عمانويل أحد أعضاء مجموعة «إيتسيل» الصهيونية المتشددة التي نفذت حرب عصابات ضد عرب فلسطين والقوات البريطانية قبل إنشاء إسرائيل. وفي أواخر الستينات هاجر والدا رام إلى الولايات المتحدة واستقرا في مدينة شيكاغو حيث ولد رام وتعلم. حمل رام الجنسيتين الأمريكية والإسرائيلية حتى بلغ 18 حين تخلى عن جنسيته الإسرائيلية.
في فترة صغره كان قد التحق بمدرسة لتعلم رقص الباليه، وخلال سنوات مراهقته عمل رام في مطعم للوجبات السريعة. تزوج رام من ايمي رول وهي أمريكية مسيحية إلا أنها اعتنقت الديانة اليهودية بعد زواجها من رام.
وخلال حرب الخليج الثانية كان رام قد سافر إلى إسرائيل للالتحاق بالجيش الإسرائيلي حيث عمل كمتطوع مدني لإصلاح الآليات خلال الحرب عام 1991م.

## وصلات خارجية
- رام ايمانويل على موقع IMDb (الإنجليزية)
- رام ايمانويل على موقع الموسوعة البريطانية (الإنجليزية)
- رام ايمانويل على موقع مونزينجر (الألمانية)
- رام ايمانويل على موقع إن إن دي بي (الإنجليزية)
- رام ايمانويل على موقع قاعدة بيانات الفيلم (الإنجليزية)

- وصف بالعقل السياسي المدبر.. وساهم في استحواذ الديمقراطيين على الكونغرس، المجلة، 12 أكتوبر 2010